# Schweizer Filmpreis 2024
Die 27. Verleihung der Schweizer Filmpreise fand am 22. März 2024 in der Halle 622 in Zürich statt. Ausgezeichnet wurden Filme des Jahres 2023. Die Nominationen wurden im Januar 2024 im Rahmen der Solothurner Filmtage bekanntgegeben.
Die meisten Nominierungen, in sechs Kategorien, erhielt der Film Bisons von Pierre Monnard, danach folgen Blackbird Blackbird Blackberry von Elene Naveriani und La voie royale von Frédéric Mermoud mit jeweils vier Nominationen.
Für den Schweizer Filmpreis 2024 waren insgesamt 115 Filme zugelassen, die Filme wurden von den rund 500 Mitgliedern der Schweizer Filmakademie gesichtet und beurteilt. Das Eidgenössische Departement des Innern wählte eine fünfköpfige Kommission aus den Mitgliedern der Schweizer Filmakademie, diese sprachen die Nominationen basierend auf den Empfehlungen der Akademiemitglieder aus. Jurypräsidentin war Annina Hasler, die Nominierungskommission setzte sich aus den Akademiemitgliedern Fanny Bräuning, Mélanie Cornu, Gregor Frei, David Rihs und Corinna Glaus zusammen.
Michael Steiner verliess nach Bekanntgabe der Nominierungen die Schweizer Filmakademie und kritisierte, dass der Filmpreis zu einem «Prix Romandie» verkommen sei, da in diesem Jahr hauptsächlich Filme aus der Westschweiz nominiert worden seien. Nicolas Rabaeus wurde als einziger in der Kategorie «Beste Filmmusik» nominiert und zwar dreimal. Er gewann den Preis für die beiden Filme Bisons und The Land Within.
| Film                           | Nominierungen | Auszeichnungen |
| ------------------------------ | ------------- | -------------- |
| Bisons                         | 6             | 2              |
| Blackbird Blackbird Blackberry | 4             | 3              |
| Der Königsweg                  | 4             | 1              |
| Die Nachbarn von oben          | 2             | 0              |
| Rivière                        | 2             | 0              |
| Vous n’êtes pas Ivan Gallatin  | 2             | 0              |

## Preisträger und Nominierte

### Bester Spielfilm
- Elene Naveriani für Blackbird Blackbird Blackberry
  - Pierre Monnard für Bisons
  - Jenna Hasse für L’Amour du Monde
  - Frédéric Mermoud für Der Königsweg
  - Maxime Rappaz für Laissez-moi

### Bester Dokumentarfilm
- Lisa Gerig für Die Anhörung
  - Jackie Brutsche für Las Toreras
  - Mehdi Sahebi für Prisoners of Fate
  - Piet Baumgartner für The Driven Ones
  - Peter Mettler für While the Green Grass Grows

### Bester Kurzfilm
- Jela Hasler für La gravidité
  - Juliette Riccaboni für Le fils du chasseur
  - Kayije Kagame und Hugo Radi für Night Shift
  - Kantarama Gahigiri für Terra Mater – Mother Land
  - Kevin Haefelin für The Fuse

### Bester Animationsfilm
- Élodie Dermange für Armat
  - Elie Chapuis für Canard
  - Jadwiga Kowalska für The Car That Came Back From the Sea

### Bestes Drehbuch
- Elene Naveriani für Blackbird Blackbird Blackberry
  - Peter Luisi und Beat Schlatter für Bon Schuur Ticino
  - Frédéric Mermoud für Der Königsweg

### Beste Darstellerin
- Ella Rumpf in Die Gleichung ihres Lebens (Le Théorème de Marguerite)
  - Julia Jentsch in 8 Tage im August
  - Ursina Lardi in Die Nachbarn von oben

### Bester Darsteller
- Karim Barras in Bisons
  - Antonio Buíl in Vous n’êtes pas Ivan Gallatin
  - Maxime Valvini in Bisons

### Beste Nebenrolle
- Maud Wyler in Der Königsweg
  - Sarah Spale in Die Nachbarn von oben
  - Roland Vouilloz in Vous n’êtes pas Ivan Gallatin

### Beste Filmmusik
- Nicolas Rabaeus für The Land Within
- Nicolas Rabaeus für Bisons
  - Nicolas Rabaeus für Rivière

### Beste Kamera
- Joseph Areddy für Bisons
  - Patrick Tresch für 2G
  - Joseph Areddy für Rivière

### Beste Montage
- Aurora Franco Vögeli für Blackbird Blackbird Blackberry
  - Nicolas Hislaire für Bisons
  - Sarah Anderson für Der Königsweg

### Bester Ton
- Xavier Lavorel für La chimera
  - Jacques Kieffer und Gina Keller für Bergfahrt
  - Philippe Ciompi und  Marc von Stürler für Blackbird Blackbird Blackberry

### Bester Abschlussfilm
- Nathalie Berger für Chagrin Valley
  - Noémi Knobil, Elina Huber, Sven Bachmann und Jill Vágner für Crevette
  - Lisa Gertsch für Electric Fields

### Spezialpreis der Akademie
- Sonia Rossier für die Regie-Assistenz in Laissez-moi[8]

### Ehrenpreis
- Robert Boner (Filmproduzent)[9]